# Prix Guillaume de Bellaigue
Prix Guillaume de Bellaigue är ett montélopp för sex–tioåriga hingstar, valacker och ston som äger rum i maj på Hippodrome de Vincennes i Paris i Frankrike. Det är ett Grupp 3-lopp, man måste minst ha sprungit in 54 000 euro för att få starta.
Loppet rids över 2700 meter på stora banan på Vincennes, med voltstart. Den samlade prissumman är 90 000 euro, och 40 500 euro i första pris.

## Vinnare
| 2025 | Jéroboam d'Érable                                 | Prodigious                                        | Damien Bonne                                      | Clément Thomain                                   | 1'13"0                                            |                                                   |                                                   |                                                   |                                                   |                                                   |
| 2024 | Inshore                                           | Real de Lou                                       | Paul-Philippe Ploquin                             | Laurent-Claude Abrivard                           | 1'11"7                                            |                                                   |                                                   |                                                   |                                                   |                                                   |
| 2023 | Granvillaise Bleue                                | Jag de Bellouet                                   | Camille Levesque                                  | Pierre Levesque                                   | 1'11"9                                            |                                                   |                                                   |                                                   |                                                   |                                                   |
| 2022 | Fire Cracker                                      | Quaro                                             | Anthony Barrier                                   | Alain Henri Robin                                 | 1'12"3                                            |                                                   |                                                   |                                                   |                                                   |                                                   |
| 2021 | Clegs des Champs                                  | Legs du Clos                                      | David Thomain                                     | Thierry Raffegeau                                 | 1'12"4                                            |                                                   |                                                   |                                                   |                                                   |                                                   |
| 2020 | Inställt p.g.a. den pågående coronaviruspandemin. | Inställt p.g.a. den pågående coronaviruspandemin. | Inställt p.g.a. den pågående coronaviruspandemin. | Inställt p.g.a. den pågående coronaviruspandemin. | Inställt p.g.a. den pågående coronaviruspandemin. | Inställt p.g.a. den pågående coronaviruspandemin. | Inställt p.g.a. den pågående coronaviruspandemin. | Inställt p.g.a. den pågående coronaviruspandemin. | Inställt p.g.a. den pågående coronaviruspandemin. | Inställt p.g.a. den pågående coronaviruspandemin. |
| 2019 | Arlington Dream                                   | Ready Cash                                        | Yoann Lebourgeois                                 | Philippe Allaire                                  | 1'12"2                                            |                                                   |                                                   |                                                   |                                                   |                                                   |
| 2018 | Cyprien des Bordes                                | Ouragan de Celland                                | Jean-Loïc-Claude Dersoir                          | Joël Hallais                                      | 1'12"4                                            |                                                   |                                                   |                                                   |                                                   |                                                   |
| 2017 | Tornado Bello                                     | Jag de Bellouet                                   | Camille Levesque                                  | Thomas Levesque                                   | 1'14"1                                            |                                                   |                                                   |                                                   |                                                   |                                                   |
| 2016 | Tornado Bello                                     | Jag de Bellouet                                   | Camille Levesque                                  | Thomas Levesque                                   | 1'12"8                                            |                                                   |                                                   |                                                   |                                                   |                                                   |
| 2015 | Nene' Degli Ulivi                                 | Uconn Roc                                         | Alexandre Abrivard                                | Vincent Lacroix                                   | 1'14"4                                            |                                                   |                                                   |                                                   |                                                   |                                                   |
| 2014 | Roxane Griff                                      | Ténor de Baune                                    | Éric Raffin                                       | Sébastien Guarato                                 | 1'13"5                                            |                                                   |                                                   |                                                   |                                                   |                                                   |
| 2013 | Quarry Bay                                        | Cygnus d'Odyssée                                  | Camille Levesque                                  | Mike Lenders                                      | 1'13"2                                            |                                                   |                                                   |                                                   |                                                   |                                                   |
| 2012 | Pluto du Vivier                                   | Extreme Dream                                     | Matthieu Abrivard                                 | Jean Christophe Sorel                             | 1'13"7                                            |                                                   |                                                   |                                                   |                                                   |                                                   |
| 2011 | Roi du Lupin                                      | Fleuron Perrine                                   | Anthony Barrier                                   | Jean Paul Marmion                                 | 1'13"6                                            |                                                   |                                                   |                                                   |                                                   |                                                   |